# Cressier (Fribourg)
Cressier  is een gemeente en plaats in het Zwitserse kanton Fribourg, en maakt deel uit van het district See/Lac.
Cressier telt 775 inwoners.